# لويا جيرغا

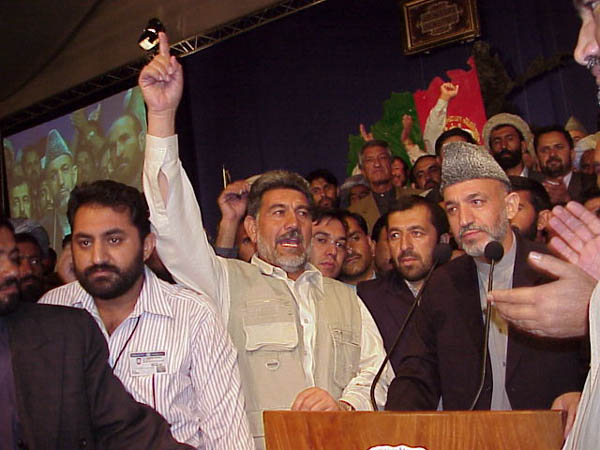
تعيين حامد كرزاي رئيسا للحكومة الإنتقالية في 13 جويلية 2002، إثر اجتماع اللويا جرغا.

لويا جيرغا هيئة استشارية قبلية وتقليد قديم في تاريخ أفغانستان وتحديدا في القبائل البشتونية التي تمتد في انتشارها إلى بعض أجزاء باكستان، حيث يجتمع رؤساء القبائل ووجهاؤها السياسيون والدينيون وسواهم للتشاور في حل مشاكلهم المتعلقة بشؤونهم السياسية والعامة، وتقليديا كان يستمر اجتماعهم إلى حين التوصل إلى قرار يتخذونه بالتفاهم والإجماع، دون تصويت رسمي.

## التسمية
«اللويا جيرغا»، عبارة بشتونية -نسبة لقبائل البشتون التي تمثل أغلبية الشعب الأفغاني- الجزء الأول يعني «الكبير أو الموسع» والثاني «اجتماع الصلح أو مجلس المصالحة», أي مجلس المصالحة الموسع.

## التاريخ
انعقدت اللويا جيرغا مرات كثيرة في تاريخ أفغانستان القديم خاصة عند المنعطفات أو التحولات التاريخية، أبرزها التي عقدت في 1747 حيث اجتمع البشتون واتخذوا من أحمد شاه الدراني مؤسس دولة أفغانستان قائدا لهم. ورغم سقوط الملكية وقيام الدولة الحديثة على أسس شيوعية في 1978 لم تفقد اللويا جيرغا دورها فانعقدت مرارا منذ ذلك الوقت، فاجتمعت على سبيل المثال، في 1985 لإقرار الدستور الذي جاء به الحزب الديمقراطي الشعبي الأفغاني والذي عمل على تثبيت دعائم الشيوعية، واستمر سلطانه إلى حين سقوط كابل في 1992. واستعملها الأميركيون لإضفاء الشرعية على التغييرات الجذرية التي حصلت أثناء غزوهم لأفغانستان بعد طردهم لحركة طالبان من كابل.

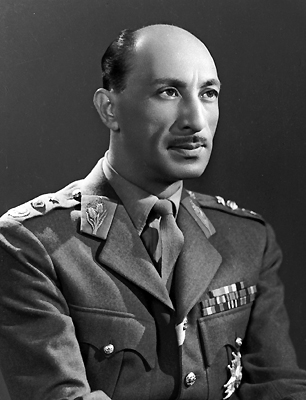
الملك محمد ظاهر شاه آخر ملوك أفغانستان.

وانعقدت في 2001 أربع من اللويا جيرغا توزعت بين روما وقبرص وبون وباكستان، لكنها كانت محدودة الحضور ومحصورة الاهتمام، وكان هدف القائمين عليها ترتيب أوضاعهم وأوضاع أفغانستان بما يحفظ مصالحهم ومكانتهم في الحكم المزمع إنشاؤه. وفي 2002 انعقدت لويا جيرغا جامعة برئاسة الملك محمد ظاهر شاه وأسست للحكم الوزاري الجديد وقطعت أي أمل بعودة الملكية، بعد تأكيد ظاهر شاه أنه لن يستعيد الملكية في أفغانستان. في 2003 انعقدت أكثر من لويا جيرغا اختيرت بموجبها حكومة مؤقتة برئاسة حامد كرزاي، ونوقشت مسودة الدستور المقترح للبلاد. وأقر الدستور في اللويا جيرغا التي عقدت في كابل في أوائل 2004، ممهدة الطريق أمام أول انتخابات رئاسية في البلاد في العام نفسه، والتي جاءت بحامد كرزاي رئيسا، ثم تبعتها انتخابات تشريعية في 2005 كانت الأولى منذ 1969.
رغم استكمال أفغانستان بناء أجهزتها مستعينة بهذا النظام القبلي، لكن دور اللويا جيرغا لم ينته، فقد لجئ مؤخرا إلى عقد لويا جيرغا باكستانية أفغانية مشتركة، واجتمعت في كابل في التاسع من أغسطس/آب الجاري لبحث طرق مواجهة القاعدة وطالبان وقطع طرق دعمهما، بعد أن ساءت الأوضاع الأمنية وازدادت عمليات طالبان ضد القوات الحكومية الأفغانية والقوات الدولية في أفغانستان. في سنة 2013، ناقش لويا جيرغا نص الاتفاقية الأمنية الثنائية مع الولايات المتحدة التي ستحدد شكل الوجود الأمريكي في أفغانستان بعد عام 2014.
فالتجربة السياسية التي مر بها الأفغان ما تزال تشير إلى أن هذا النوع من المجالس القبلية لن يفقد دوره في المستقبل القريب، وما يزال الأقرب إلى نمط المجتمع الأفغاني القبلي، وهم يحسنون التعامل معه بطريقة أكفأ من البنى الديمقراطية الحديثة، خاصة إذا أدركنا أن كثيرين من أعضاء اللويا جيرغا هم من غير المتعلمين أو من محدودي الثقافة لكنهم أعيان في مجتمعهم القبلي.

## التركيبة
تتكون لويا جيرغا من رؤساء القبائل ووجهاؤها السياسيون والدينيون وسواهم

## مواضيع ذات صلة
- الجمعية الوطنية في أفغانستان